# کوت‌لای
کوت‌لای (به انگلیسی: Kotlai) یک منطقهٔ مسکونی در پاکستان است که در سوات، پاکستان واقع شده‌است. کوت‌لای ۱٬۰۸۹ متر بالاتر از سطح دریا واقع شده‌است.